# Prinsenvlag
De prinsenvlag is een Nederlandse historische vlag. Hij  werd waarschijnlijk omstreeks 1590 voor het eerst gevoerd, mogelijk eerder. De kleuren zijn in het Frans orange-blanche-bleu. Dit werd in het Nederlands hertaald als oranje-blanje-bleu. In de twintigste eeuw is enkele malen voorgesteld hem als nationale vlag van Nederland te gebruiken. De vlag kwam menigmaal in opspraak.

## Geschiedenis

De vroegere Zuid-Afrikaanse vlag, 1928-1994

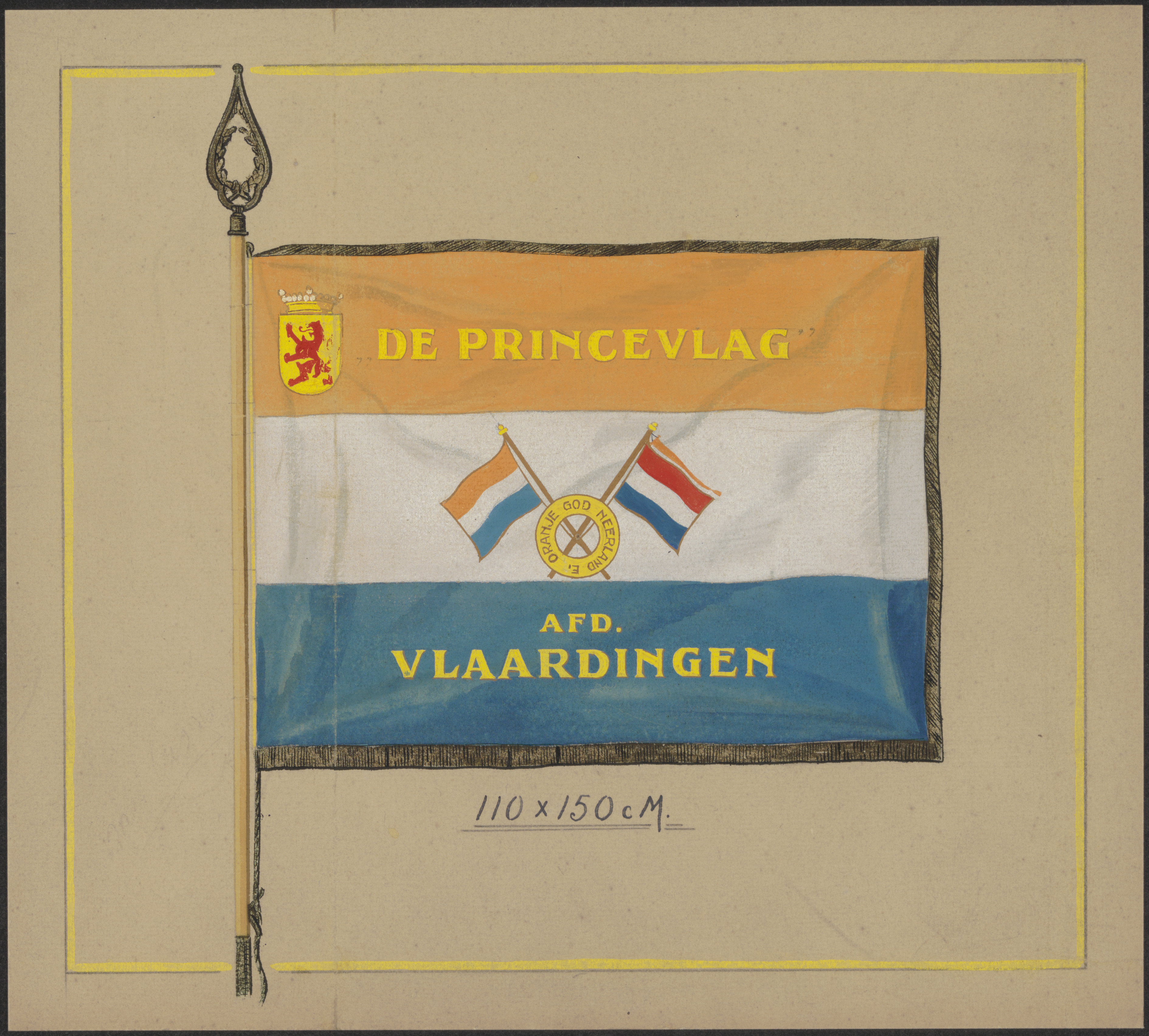
Vlag van De Princevlag afdeling Vlaardingen

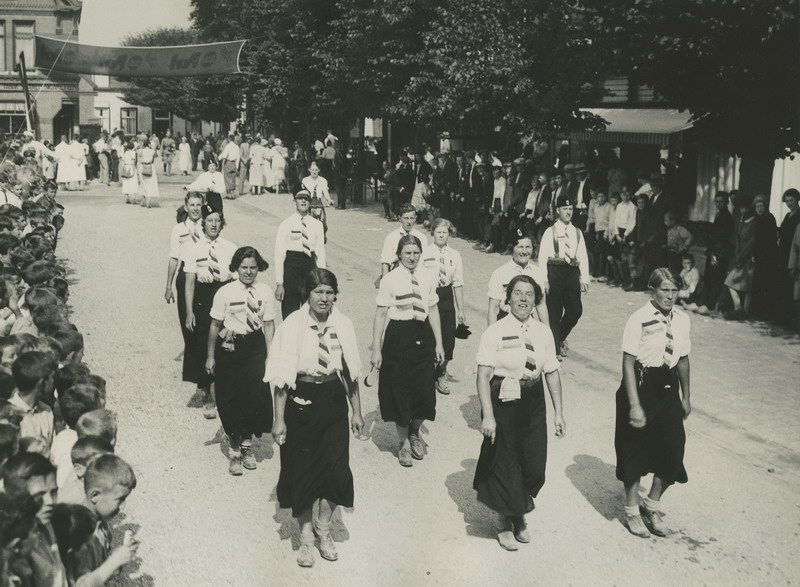
Leden van de Haagse wandelsportvereniging 'De Princevlag' tijdens de Nijmeegse Vierdaagse in 1935

Toen de watergeuzen Den Briel veroverden, bedienden ze zich onder meer van de kleuren oranje, wit en blauw maar een oranje-wit-blauwe vlag werd niet gevoerd. In 1587 bestelde de Admiraliteit van Zeeland deze vlaggen voor de Zeeuwse oorlogsschepen. Rond de tijd van de moord op Willem van Oranje werd het oranje-wit-blauw een symbool van de opstand en de vlag van de Republiek der Zeven Verenigde Nederlanden. In het boek van gewezen secretaris-generaal van het Departement van Marine D.G Muller uit 1862 wordt omstandig aangetoond dat de prinsenvlag alleen voor het krijgsbedrijf werd ingezet. De rood-wit-blauwe statenvlag werd gehandhaafd als natievlag en in de koopvaardij. Hiermee werd de koning van Spanje geëerd, wiens rechtsvoorgangers deze vlag gegeven hadden.
In 1909 werd de vlag van de Amerikaanse stad Albany (New York) gebaseerd op de Prinsenvlag. In dat jaar werd de ontdekking van de Hudson in 1609 door Henry Hudson gevierd.  In 1912 werd de vlag van The Bronx op de Prinsenvlag gebaseerd. De vlag van de stad New York werd in 1915 gebaseerd op de Prinsenvlag bij de viering van de overname destijds 250 jaar geleden van het Nederlandse Nieuw-Amsterdam door de Britten.
In 1928 diende de vlag als basis voor de voormalige vlag van Zuid-Afrika. Bij de kolonisatie van Zuid-Afrika hadden Nederlandse kolonisten de vlag geïntroduceerd en werd daardoor ten tijde van de Britse Unie van Zuid-Afrika als een historische neutrale vlag gezien. De vlag bevatte in de witte baan de vlaggen van Groot-Brittannië, de Oranje Vrijstaat en de Transvaal.
In 1932 werd in Nederland de Vereniging De Princevlag opgericht. Deze vereniging had als doel om de Prinsenvlag als nationale vlag te gebruiken. Door geheel Nederland ontstonden lokale afdelingen. Op 2 januari 1933 besloot het kabinet-Ruijs de Beerenbrouck III om duidelijkheid te scheppen en de kleuren van de vlag wettelijk vast te leggen. Het volgende kabinet (Colijn) pakte dit op en op 19 februari 1937 werd per Koninklijk Besluit bepaald dat de kleuren van de vlag van het Koninkrijk der Nederlanden rood, wit en blauw zijn.
In de loop van de late jaren 1930 maakte de NSB zich sterk voor de vlag als de Nederlandse vlag. Eerder zag de NSB de prinsenvlag als gelijkwaardig aan de statenvlag met de rode baan. De prinsenvlag wapperde volgens de memoires van NSB-leider Anton Mussert tot september 1944 bij het NSB-hoofdkwartier aan de Maliebaan in Utrecht.

## België
De kleuren oranje-blanje-bleu werden en worden onder andere door Vlaamse studenten van de ULB gebruikt en stonden en staan als geuzenvlag symbool voor het vrije denken. Sinds 1970 maken de kleuren deel uit van het embleem van de Vrije Universiteit Brussel.

## Controversieel gebruik

### NSB
In het interbellum en tijdens de Tweede Wereldoorlog werd de prinsenvlag gebruikt door de Nationaal-Socialistische Beweging (NSB). Ook het embleem van de partij bevatte deze vlag. De zwart-rode partijvlag bevatte eveneens dit embleem, waarmee de prinsenvlag ook daarop voorkomt. De connotatie met de NSB heeft de vlag gehouden, ook na de Tweede Wereldoorlog.

### Extreemrechtse groeperingen

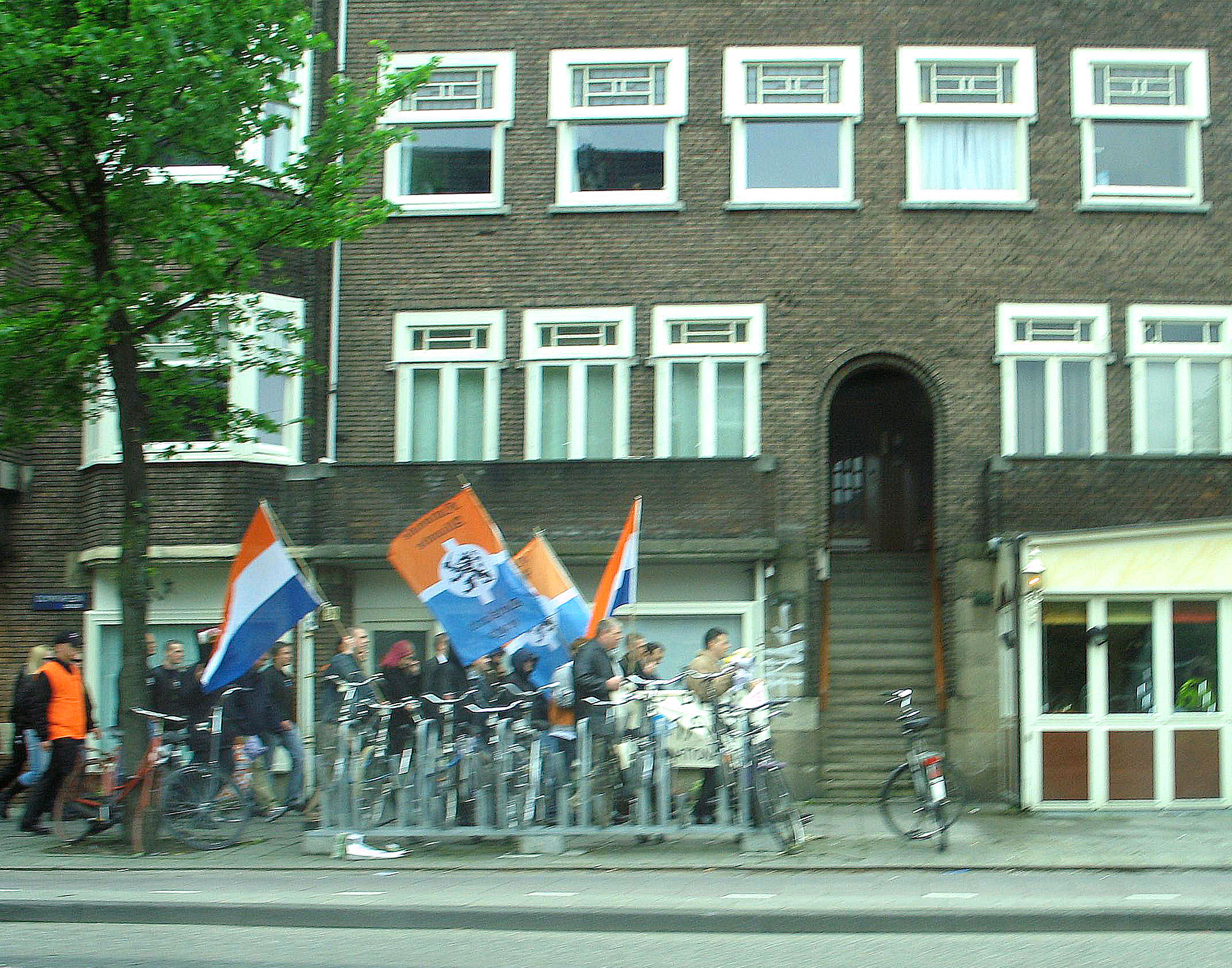
Een groep extreemrechtse nationalisten van de Nationale Alliantie met de prinsenvlag en een eveneens oranje-wit-blauw gekleurde vlag. Amsterdam-Zuid, 27 mei 2006.

In de eenentwintigste eeuw is de vlag als nationalistisch symbool populair bij vooral extreemrechtse groeperingen. Voorbeelden zijn Voorpost, de Nederlandse Volks-Unie en de Nationalistische Volks Beweging. Zij wordt ook als symbool gebruikt door Groot-Nederlands- en Heel-Nederlandsgezinden: lieden die een samengaan van Nederland en Vlaanderen voorstaan. Daarom wordt ze in Nederland en Vlaanderen af en toe in geschriften, op websites en bij demonstraties getoond door extreemrechtse organisaties die dit nastreven.

### PVV
In 2011 ontstond er ophef, toen de PVV-Tweede Kamerleden Wim Kortenoeven en Johan Driessen de vlag achter de ramen van hun werkkamers hadden opgehangen. In 2013 laaide de discussie op toen de prinsenvlag bij een PVV-demonstratie werd gezien. Aanhangers van Voorpost droegen de vlag als symbool voor Groot-Nederland. Volgens de PVV staat de vlag echter voor 'de positieve periode van de Gouden Eeuw, waarin Nederland z'n grootste periode in de geschiedenis heeft doorgemaakt'. Bij de algemene politieke beschouwingen van september 2013 droegen zeker vijf Tweede Kamerleden van de PVV – Martin Bosma, Reinette Klever, Machiel de Graaf, Harm Beertema en Barry Madlener – een speldje met een afbeelding van deze vlag.